# Twisted Logic
Twisted Logic – album polskiej grupy muzycznej Atrophia Red Sun. Wydawnictwo ukazało się 25 lipca 2003 roku nakładem Empire Records.

## Lista utworów
1. "Code Word (Personal) Cold World" - 06:32
2. "Abstract" - 07:43
3. "Infected Tears" - 05:08
4. "Inspiration" - 05:59
5. "Nameless Rot" - 04:27
6. "Sins Of Nations" - 05:48
7. "Sugar Cube (Cyber Instrumental)" - 01:01
8. "Twisted Logic" - 07:25
9. "Structure Of Emptiness" - 05:04
10. "Into (My) Xication" - 04:17
11. "Acid Sideefect Lost In Darkness (Cyber Instrumental)" - 01:05

## Twórcy
- Adrian "Covan" Kowanek - śpiew
- Piotr "VX The mind ripper" Kopeć - instrumenty klawiszowe
- Rafał "Kastor" Kastory - gitara elektryczna
- Grzegorz Feliks - gitara basowa
- Miłosz Likowski - perkusja